# Vedenje
Vedênje je izraz, ki se nanaša na sistem ali organizem, večinoma v povezavi s svojim okoljem, ki vključuje druge sisteme ali organizme. Vedenje je reakcija sistema ali organizma na različne vrste dražljajev oz. vplivov, ki so lahko zunanji ali notranji, zavedni ali nezavedni, očitni ali prikriti, prostovoljni ali neprostovoljni.
V kontekstu človeka je vedenje je skupek dejanj, ki izražajo posameznikove določene osebnostne lastnosti, razpoloženje, odnos do sebe in okolice.

## Pomen v znanosti
Vedenje je predmet opazovanja tudi pri živalih, imenuje se etologija. Gre za opisovanje tipičnega vedenja živali in njenih značilnosti skupno z opazovanjem skupinskega delovanja (če to obstaja), njeno širjenje, deljenje in sodelovanje.
Vedenje se v psihologiji zaznava s psihološkimi eksprimenti, pomembno pa se ločuje znotraj psihologije vedenje, ki se preučuje zaradi preučevanja človeške družbe (socialna psihologija) in vedenje, ki zaznamuja človeka kot takega (behaviorizem). Merjenje odziva na ekspriment je na zunaj popolnoma izmerljiv podatek, kar je psihologijo napravilo znanstveno v zgodnjih začetkih znanosti.
Zaznavanje vedenja in njegova analiza pa se postala z leti znatno bolj zapletena, predvsem zaradi analize motivacije in družbenih razmerij.

## Učenje
Pomemben element razumevanja vedenja je njena zunanjost. Ničesar pri opisovanju in analiziranju vedenja ni moč izraziti brez, da bi to vedenje znali popisati. Vedenjski posegi so tako praviloma odziv na že uresničeno vedenje. Preučevanje vedenja je tako pripeljalo do pogojnega učenja.
Najbolj značilen primer pogojnega učenja je pasja vzgoja. Pravilno vedenje sproži nagrado, napačno vedenje pomeni kazen. Opazovanje pa je prineslo tudi ugotovitev, da že samo pogojevanje prinese ob tem nauku tudi primerno čustvovanje oz. avtonomen odziv organizma zaradi pričakovanja nagrade.

## Zaznava
Pomembne ugotovitve so tudi bile glede branja obrazov. Oseba, ki ugane bodoče vedenje osebe poleg nje, se prilagodi njej. Vedenje, ki je na zunaj jasno, je v pomoč okolici.
Pomembno pri razlaganju vedenja je tudi reguliranje tega vedenja. Družbeni običaji, pravila lepega obnašanja, socializiranost omogočajo lažje sprejemanje posameznika v družbo. Vedenje je tako zaznano kot sprejemljivo in neogrožujoče. Regulacija vedenja je praviloma zaznavanje nadrejenih in izražanje spoštovanja do le-teh. Socialna orientacija in regulacija je predmet socialne psihologije.

## Prevzgoja, vzgoja, pogojna ljubezen
Behaviorizem kot učenje s pogojevanjem je koristno obogatilo psihoterapijo. Sklepe so uporabili tako v pravu kot v šolstvu. Pogojno sprejemanje mladih učencev je vplivalo tudi na razumevanje težavnih okoliščin njihovega odraščanja, nasilen odziv na pogojno vzgojo je morala psihologija nadaljnje obravnavati, delno pa je znanstveno prikazovala dosežke, ki h katerimi so stremeli pri vzreji cirkuških živali in vzreji psov. Težave pri socializaciji, industrijski družbi in mestnih središčih so dokazale, da opazovanje vedenja in reagiranje na to vedenje ne more biti dovolj. Behaviorizem pa je vseeno bil pomemben velik korak mlade znanosti. Pomembna je razlika med vedenjem in obnašanjem. Obnašanje je vedenje prežeto s subjektivno interpretacijo osebe. Ocena obnašanja je tako ocena subjekta ali je njegovo vedenje (odziv emocij) primerno okolju.